# 40th FANKS intelligence Days 〜STAND 3 FINAL〜
『40th FANKS intelligence Days 〜STAND 3 FINAL〜』（フォーティース・ファンクス・インテリジェンス・デイズ・スタンド・スリー・ファイナル）は、日本の音楽ユニットTM NETWORKが2024年7月10日にリリースした映像作品。

## 概要
40周年プロジェクト第2シーズンとなる、全国7会場9公演を巡ったホールツアー『TM NETWORK 40th FANKS intelligence Days ～STAND 3 FINAL～』。千秋楽となったメンバーゆかりの地であるTACHIKAWA STAGE GARDENで行われた3月8日＜Day34＞公演の映像作品となっている。今作は通常のライブ映像に加え、各メンバーを追った4曲のマルチアングル映像を収録。
初回限定盤(MTRES-B2403)には通常盤Blu-ray(MTRES-B2404)に加え同ライヴ音源を収録した2枚組CD(MTRES-C2403/04)、オリジナルポーチ、オリジナルクリアファイル、スペシャルブックレットが特典として付属する
。

## メンバー
小室哲哉：シンセサイザー, キーボード, プロデュース, コーラス, ボーカル(M6), グランドピアノ(M14)
宇都宮隆：ボーカル, アコースティック・ギター(M4), タンバリン(M8)
木根尚登：コーラス, グランドピアノ(M2, 5,6,8,9,11,19), アコースティック・ギター(M4,7,18), 12弦ギター(M12,13), セミ・アコースティック・ギター(M8,15,17), エレクトリック・ギター(M3,19), ボーカル(M6)

## Blu-ray
2024年3月8日にTACHIKAWA STAGE GARDENで行われたライヴ映像。
収録曲・チャプター名
全編曲：小室哲哉
1. 『WORDS』
  - 作曲：小室哲哉
2. 『Nights of the Knife』
  - 作詞：小室みつ子　作曲：小室哲哉

今ツアーのオープニング・ナンバー曲。本曲がオープニング・ナンバーとなったのは2003年のファンイベント「LIVE IN NAEBA'03 -FORMATION LAP-」以来となる。
3. 『DEVOTION』
  - 作詞・作曲：小室哲哉
4. 『DIVING』
  - 作詞：小室哲哉　作曲：木根尚登
5. 『君がいてよかった』
  - 作詞：小室みつ子　作曲：小室哲哉
6. 『Good morning Mr.Roadie』
  - 作詞・作曲：小室哲哉

未発表新曲で小室と木根がそれぞれリードボーカルを執っている。
7. 『Green Days』
  - 作詞・作曲：小室哲哉
8. 『N43』
  - 作詞・作曲：木根尚登
9. 『You Can Dance』
  - 作詞：西門加里　作曲：小室哲哉
10. 『Past1984』
  - 作曲：小室哲哉
11. 『Electric Prophet』
  - 作詞：小室哲哉　作曲：小室哲哉・木根尚登

2番のみのヴァージョンとなっている。
12. 『Human System』
  - 作詞：小室みつ子　作曲：小室哲哉
13. 『Come Back to Asia』
  - 作詞：小室みつ子　作曲：木根尚登
14. 『TK Solo』
  - 作曲：小室哲哉・木根尚登

小室のソロパートだが、一部「GIRLFRIEND」のフレーズがあるので木根との共同作曲名義となっている。流れとしては「All-Right All-Night」（～1:44）→「FUN FACTORY」（1:45～2:19）→「GIRLFRIEND」（2:20～3:56）→「SEVEN DAYS WAR」（3:57～5:55）→「Angie」（5:56～）のピアノソロとなっている。
15. 『Love Train』
  - 作詞・作曲：小室哲哉
16. 『Inter Mission』
  - 作曲：小室哲哉
17. 『Nervous』
  - 作詞：川村真澄　作曲：小室哲哉
18. 『ACCIDENT』
  - 作詞：松井五郎　作曲：小室哲哉
19. 『I am』
  - 作詞・作曲：小室哲哉
20. 『intelligence Days』
  - 作曲：小室哲哉

前回のツアーと同じくエンディング曲となっている。

## LIVE CD
※初回限定盤にのみ付属
Disc 1はオープニング「WORDS」から「You Can Dance」までのBlu-ray前半部分、Disc 2は「Past1984」からエンディング「intelligence Days」までのBlu-ray後半部分の音源となっている。
| 全編曲: 小室哲哉。 |                            |            |           |       |
| #                  | タイトル                   | 作詞       | 作曲      | 時間  |
| 1.                 | 「WORDS」                  |            | 小室哲哉  | 6:00  |
| 2.                 | 「Nights of The Knife」    | 小室みつ子 | 小室哲哉  | 6:36  |
| 3.                 | 「DEVOTION」               | 小室哲哉   | 小室哲哉  | 5:28  |
| 4.                 | 「DIVING」                 | 小室哲哉   | 木根尚登  | 5:02  |
| 5.                 | 「君がいてよかった」       | 小室みつ子 | 小室哲哉  | 5:34  |
| 6.                 | 「Good morning Mr.Roadie」 | 小室哲哉   | 小室哲哉  | 5:15  |
| 7.                 | 「Green Days」             | 小室哲哉   | 小室哲哉  | 5:53  |
| 8.                 | 「N43」                    | 木根尚登   | 木根尚登  | 5:39  |
| 9.                 | 「You Can Dance」          | 西門加里   | 小室哲哉  | 6:38  |
| 合計時間:          | 合計時間:                  | 合計時間:  | 合計時間: | 52:05 |

| 全編曲: 小室哲哉。 |                       |            |                    |       |
| #                  | タイトル              | 作詞       | 作曲               | 時間  |
| 1.                 | 「Past1984」          |            | 小室哲哉           | 4:09  |
| 2.                 | 「Electric Prophet」  | 小室哲哉   | 小室哲哉・木根尚登 | 4:38  |
| 3.                 | 「Human System」      | 小室みつ子 | 小室哲哉           | 5:50  |
| 4.                 | 「Come Back to Asia」 | 小室みつ子 | 木根尚登           | 6:03  |
| 5.                 | 「TK Solo」           |            | 小室哲哉・木根尚登 | 9:25  |
| 6.                 | 「Love Train」        | 小室哲哉   | 小室哲哉           | 6:32  |
| 7.                 | 「Inter Mission」     |            | 小室哲哉           | 3:18  |
| 8.                 | 「Nervous」           | 川村真澄   | 小室哲哉           | 5:18  |
| 9.                 | 「ACCIDENT」          | 松井五郎   | 小室哲哉           | 6:37  |
| 10.                | 「I am」              | 小室哲哉   | 小室哲哉           | 9:27  |
| 11.                | 「intelligence Days」 |            | 小室哲哉           | 2:45  |
| 合計時間:          | 合計時間:             | 合計時間:  | 合計時間:          | 64:02 |